# Олни, Стивен Тейер
Стивен Тейер Олни (англ. Stephen Thayer Olney, 15 февраля 1812 — 27 июля 1878) — американский ботаник и предприниматель.

## Биография
Стивен Тейер Олни родился в штате Род-Айленд 15 февраля 1812 года.
Тейер собирал коллекции водорослей с 1846 по 1848 год, по которым он составил список водорослей Род-Айленда (Algae Rhodiaceae: A list of Rhode Island algae), опубликованный в 1871 году. Он занимался также изучением рода Осока и стал экспертом в этой области.
Стивен Тейер Олни умер 27 июля 1878 года.

## Научная деятельность
Стивен Тейер Олни специализировался на водорослях и на семенных растениях.

## Некоторые публикации
- 1871. Algae Rhodiaceae: A list of Rhode Island algae, collected and prepared by Stephen T. Olney, in the years 1846-1848, now distributed from his own herbarium. Ed. Hammond, Angell. 13 pp.
- 1871. Carices boreali-americanae en coll. variorum. 13 pp.
- 1846. Rhode Island plants, or, Additions and emendations to the catalogue of plants published by the Providence Franklin Society in March, 1845. Ed. Proc. Providence Franklin Society. 24 pp.
- 1847. Rhode Island plants, 1846, or, Additions to the published lists of the Providence Franklin Society. Ed. Proc. Providence Franklin Society. 42 pp.

## Почести
Род растений Olneya A.Gray семейства Бобовые был назван в его честь.